# Цыгалко, Максим Владимирович
Максим Владимирович Цыгалко (бел. Максім Уладзіміравіч Цыгалка; 27 мая 1983, Минск — 25 декабря 2020) — белорусский футболист, нападающий.

## Клубная карьера
Начал карьеру в молодёжной команде «Динамо-Юни». Затем играл в «Динамо» (Минск), где провёл 5 лет до перехода в новополоцкий «Нафтан». В 2007 году перебрался в казахстанский клуб «Кайсар». Летом 2008 года переехал в Армению, где подписал контракт с командой «Бананц», приняв участие в четырёх матчах чемпионата. В том же году перешёл в «Савит Могилёв», в котором играл до прекращения существования клуба в 2009 году. В 2010 году, в возрасте 26 лет, закончил карьеру из-за постоянных травм.

## Карьера за сборную
За сборную Беларуси провёл два матча в апреле 2003 года, оба против сборной Узбекистана. В первом, домашнем, матче Цыгалко открыл счёт, забив на 26-й минуте встречи (2:2).

## Личная жизнь
Брат-близнец Юрий также завершил карьеру из-за травмы.

## В популярной культуре
Максим и, в меньшей степени, его брат Юрий и достигли небольшой известности и славы во всем мире после того, как они были представлены в компьютерных играх «Championship Manager» и «Football Manager» от компании Sports Interactive, особенно в СМ 01/02. Оба игрока были в базе данных с хорошими стартовыми статистиками и очень большим потенциалом, и Максим, в частности, мог стать игроком мирового класса, в той степени, что он очень хорошо известен среди поклонников серии «Football Manager» и считается одним из легенд игры.

## Достижения
- Обладатель Кубка Беларуси: 2002/03
- Чемпион Беларуси: 2004